# Air Density Explorer

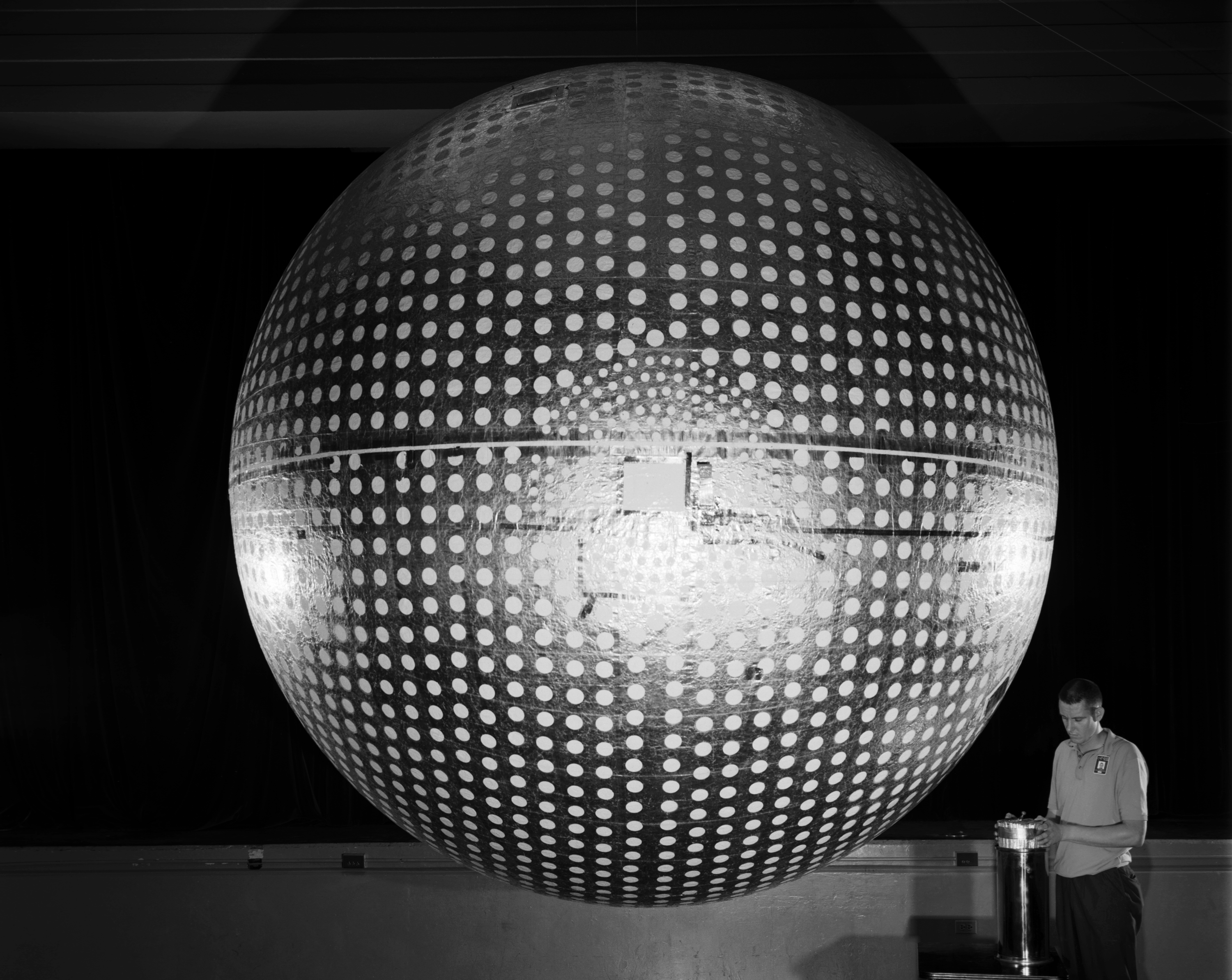
Explorer 24 (Air Density C)

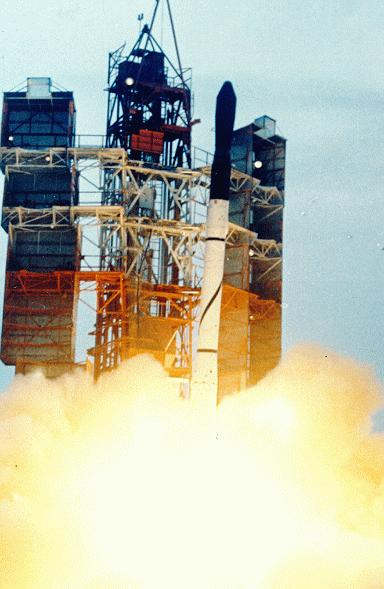
Start von Explorer 9 auf einer Scout-X1

Die Air Density Explorer-Serie (ursprünglich als S-56 bezeichnet) waren Ballonsatelliten, die im Rahmen des Explorer-Programms der NASA gestartet wurden, um die Dichte der Hochatmosphäre zu vermessen.

## Aufbau
Die Ballonhaut bestand aus abwechselnden Schichten von Aluminium- und Plastikfolie. Auf der äußersten Alu-Haut waren zahlreiche weiße 5 cm-Kreise angebracht, um die Oberflächentemperatur zu stabilisieren. Ein kleiner Sender auf 136,620 MHz – betrieben von vier Solarzellen – verwendete die elektrische Polung der zwei Ballon-Hemisphären als Antenne. Der Durchmesser des aufgeblasenen Ballons betrug 366 cm.
Die laufende Bahnbestimmung, die für die Mission entscheidend war, wurde daher vom Netz der 12 Baker-Nunn-Kameras übernommen. Auch die visuellen, von SAO organisierten Moonwatch-Stationen (etwa 100 Teams von Amateurastronomen auf allen Kontinenten) trugen wesentlich zum Erfolg des Forschungsprojektes teil.
Die Helligkeit der Satelliten entsprach etwa einem Stern 3. Größe, so dass er in der Nähe des Perigäums auch in der Dämmerung beobachtet werden konnte, wo die Satellitenkameras aussetzen mussten. 
Als Startrakete kam die Scout in verschiedenen Varianten zum Einsatz. Die Starts erfolgten von der Wallops Flight Facility und von der Vandenberg Air Force Base. Aufgrund der geringen Masse der Satelliten wurden sie ab dem vierten Start als Sekundärnutzlasten mit anderen Satelliten gestartet, um die Kapazität der Trägerraketen effektiver nutzen zu können.

## Missionen
S-56 gelangte nicht in den Orbit, da die zweite Stufe der Trägerrakete nicht zündete.
Explorer 9 (S-56a, Air Density 1) war eine Wiederholung der ersten Mission. Diesmal gelangte der Satellit in die Umlaufbahn und entfaltete sich wie geplant. Am 9. April 1964 verglühte Explorer 9.
Explorer 19 (Air Density A) wurde erfolgreich gestartet, doch erreichte das Apogäum nicht ganz die geplante Höhe. Da auch der Sender nicht zufriedenstellend arbeitete, konnte er von den Bodenstationen (vor allem Minitrack-Dopplermessung) kaum empfangen werden. Beim Start war Explorer 9 noch in seiner Umlaufbahn, sodass Simultanmessungen der Luftdichte in zwei sehr verschiedenen Bahnellipsen möglich waren. Der Ballon verglühte am 10. Mai 1981.
Explorer 24 (Air Density B) wurde zusammen mit dem Ionosphärenforschungssatelliten Explorer 25 (IE B) gestartet. Der Satellit verglühte am 18. Oktober 1968.
Explorer 39 (Air Density C) wurde zusammen mit dem Ionosphärenforschungssatelliten Explorer 40 (IE C) gestartet. Explorer 39 verglühte am 22. Juni 1981. Die Peilsender versagten bereits im Juni 1971. 
DAD B (Dual Air Density B) sollte mit dem Atmosphärenforschungssatelliten DAD A gestartet werden. Auf Grund eines Versagens der Trägerrakete gelangten beide Nutzlasten nicht in den Orbit. Im Falle eines erfolgreichen Starts hätte DAD B die Bezeichnung Explorer 57 erhalten.

### Überblick
| Explorer      | Name  | Startdatum        | Startrakete | Startort | Orbit (Apogäum, Perigäum, Inklination) | Masse  | Wiedereintritt   | Beschreibung              |
| ------------- | ----- | ----------------- | ----------- | -------- | -------------------------------------- | ------ | ---------------- | ------------------------- |
| Explorer (9)  | S-56  | 4. Dezember 1960  | Scout-X1    | WI       | Fehlstart                              | 6,3 kg | ---              |                           |
| Explorer 9    | S-56a | 16. Februar 1961  | Scout-X1    | WI       | 634 km 2.583 km 38,86°                 | 7 kg   | 9. April 1964    |                           |
| Explorer 19   | AD-A  | 19. Dezember 1963 | Scout-X4    | Va       | 590 km 2.394 km 78,62°                 | 7,7 kg | 10. Mai 1981     |                           |
| Explorer 24   | AD-B  | 21. November 1964 | Scout-X4    | Va       | 525 km 2.498 km 81,36°                 | 8,6 kg | 18. Oktober 1968 | mit Explorer 25 gestartet |
| Explorer 39   | AD-C  | 8. August 1968    | Scout-B     | Va       | 670 km 2.538 km 80,66°                 | 9,4 kg | 22. Juni 1981    | mit Explorer 40 gestartet |
| Explorer (57) | DAD-B | 5. Dezember 1975  | Scout-F1    | Va       | Fehlstart                              | 9 kg   | ---              | mit DAD-A gestartet       |